# 集合 (数学)

一个包含一些多边形的集合

集合（英語：set）簡稱集，是一个基本的数学模型，指若干不同物件（英語：object）形成的总体。集合裡的物件称作元素或成员，它们可以是任何类型的数学对象：数字、符号、变量、空间中的点、线、面，甚至是其他集合。若{\displaystyle x}是集合{\displaystyle A}的元素，記作{\displaystyle x\in A}。不包含任何元素的集合称为空集；只包含一个元素的集合称为单元素集合。集合可以包含有限或无限个元素。如果两个集合所包含的元素完全相同，我们称这两个集合相等。
集合在现代数学无处不在，其基本理论是于十九世纪末创立的。自20世纪上半叶以来，集合理论，更确切地说是策梅洛-弗兰克尔集合论，一直是为所有数学分支奠定严格实际基础的标准。

## 导言

### 定义

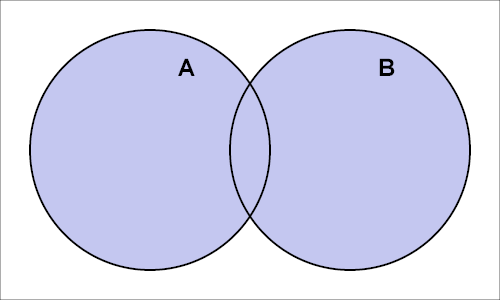
A 和 B 的聯集

简单来说，所谓的一个集合，就是将数个对象归类而分成为一个或数个形态各异的大小整体。一般来讲，集合是具有某种特性的事物的整体，或是一些确认对象的汇集。构成集合的事物或对象称作“元素”或“成员”。集合的元素可以是任何事物，可以是人，可以是物，也可以是字母或数字等。
在數學交流當中為了方便，集合會有一些別名。比如：
- 族、系：通常指它的元素也是一些集合。

### 符号
元素通常用{\displaystyle a,\ b,\ c,\ d,\ x}等小写字母來表示；而集合通常用{\displaystyle \mathbf {A,\ B,\ C,\ D,\ X} }等大寫字母來表示。
當元素{\displaystyle a}属于集合{\displaystyle \mathbf {A} }時，记作{\displaystyle a\in \mathbf {A} }。
当元素{\displaystyle a}不属于集合{\displaystyle \mathbf {A} }时，记作{\displaystyle a\not \in \mathbf {A} }。
如果{\displaystyle \mathbf {A,\ B} }两个集合所包含的元素完全一样，则二者相等，写作{\displaystyle \mathbf {A=B} }。

### 特性
无序性：一个集合中，每个元素的地位都是相同的，元素之间是无序的。
- 集合上可以定义序关系，定义了序关系后，元素之间就可以按照序关系排序。但就集合本身的特性而言，元素之间没有必然的序。（参见序理论）

互异性：一个集合中，任何两个元素都认为是不相同的，即每个元素只能出现一次。
- 有时需要对同一元素出现多次的情形进行刻画，可以使用多重集，其中的元素允许出现多次。

确定性：给定一个集合，任给一个元素，该元素或者属于或者不属于该集合，二者必居其一，不允许有模棱两可的情况出现。

## 表示
- 集合可以用文字或数学符号描述，称为描述法，比如：

{\displaystyle A=}大于零的前三个自然数
{\displaystyle B=}光的三原色和白色
- 集合的另一种表示方法是在大括号中列出其元素，称为列举法，比如：

{\displaystyle C=\left\{1,2,3\right\}}
{\displaystyle D=\{}红色{\displaystyle ,}蓝色{\displaystyle ,}绿色{\displaystyle ,}白色{\displaystyle \}}
尽管两个集合有不同的表示，它们仍可能是相同的。比如：上述集合中，{\displaystyle A=C}而{\displaystyle B=D}，因为它们正好有相同的元素。
元素列出的顺序不同，或者元素列表中有重复，都和集合相同與否没有关系。比如：这三个集合{\displaystyle \left\{2,4\right\}}，{\displaystyle \left\{4,2\right\}}和{\displaystyle \left\{2,2,4,2\right\}}是相同的，因为它们有相同的元素。
- 集合在不严格的意义下也可以通过草图来表示，更多信息，请见文氏图。

## 集合间的关系

### 子集与包含关系

B的子集A

#### 定义
集合{\displaystyle A}、{\displaystyle B}，若{\displaystyle \forall a\in A}，有{\displaystyle a\in B\therefore A\subseteq B}。则称{\displaystyle A}是{\displaystyle B}的子集，亦称{\displaystyle A}包含于{\displaystyle B}，或{\displaystyle B}包含{\displaystyle A}，记作{\displaystyle A\subseteq B}或{\displaystyle B\supseteq A}，否则称{\displaystyle A}不是{\displaystyle B}的子集，记作{\displaystyle A\nsubseteq B}或{\displaystyle B\nsupseteq A}。
若{\displaystyle A\subseteq B}，且{\displaystyle A\neq B}，则称{\displaystyle A}是{\displaystyle B}的真子集，亦称{\displaystyle A}真包含于{\displaystyle B}，或{\displaystyle B}真包含{\displaystyle A}，记作{\displaystyle A\subsetneqq B}或{\displaystyle B\supsetneqq A}（有时也记作{\displaystyle A\subset B}或{\displaystyle B\supset A}）。

#### 基本性质
- 包含关系“{\displaystyle \subseteq }”是集合间的一个非严格偏序关系，因为它有如下性质：
  - 自反性：{\displaystyle \forall }集合{\displaystyle S}，{\displaystyle S\subseteq S}；（任何集合都是其本身的子集）
  - 反对称性：{\displaystyle A\subseteq B}且{\displaystyle B\subseteq A\Leftrightarrow A=B}；（这是证明两集合相等的常用手段之一）
  - 传递性：{\displaystyle A\subseteq B}且{\displaystyle B\subseteq C\Rightarrow A\subseteq C}；
- 真包含关系“{\displaystyle \subsetneqq }”是集合间的一个严格偏序关系，因为它有如下性质：
  - 反自反性：{\displaystyle \forall }集合{\displaystyle S}，{\displaystyle S\subsetneqq S}都不成立；
  - 非对称性：{\displaystyle A\subsetneqq B\Rightarrow B\subsetneqq A}不成立；反之亦然；
  - 传递性：{\displaystyle A\subsetneqq B}且{\displaystyle B\subsetneqq C\Rightarrow A\subsetneqq C}；
- 显然，包含关系，真包含关系定义了集合间的偏序关系。而{\displaystyle \varnothing }是这个偏序关系的最小元素，即：{\displaystyle \forall }集合{\displaystyle S}，{\displaystyle \varnothing \subseteq S}；且若{\displaystyle S\neq \varnothing }，则{\displaystyle \varnothing \subsetneqq S}，（空集是任何集合的子集，是任何非空集合的真子集）

#### 举例
- 所有男人的集合是所有人的集合的真子集。
- 所有自然数的集合是所有整数的集合的真子集。
- {\displaystyle \left\{1,3\right\}\subsetneqq \left\{1,2,3,4\right\}}
- {\displaystyle \left\{1,2,3,4\right\}\subseteq \left\{1,2,3,4\right\}}

## 运算

### 併
两个集合可以相"加"。{\displaystyle A}和{\displaystyle B}的聯集是将{\displaystyle A}和{\displaystyle B}的元素放到一起构成的新集合。

#### 定义
给定集合{\displaystyle A}，{\displaystyle B}，定义运算{\displaystyle \cup }如下：{\displaystyle A\cup B=\{e|e\in A}或{\displaystyle e\in B\}}。{\displaystyle A\cup B}称为{\displaystyle A}和{\displaystyle B}的聯集。

#### 示例
- {\displaystyle \{1,2\}\cup \{}红色{\displaystyle ,}白色{\displaystyle \}=\{1,2,}红色{\displaystyle ,}白色{\displaystyle \}}
- {\displaystyle \{1,2,}绿色{\displaystyle \}\cup \{}红色{\displaystyle ,}白色{\displaystyle ,}绿色{\displaystyle \}=\{1,2,}红色{\displaystyle ,}白色{\displaystyle ,}绿色{\displaystyle \}}
- {\displaystyle \left\{1,2\right\}\cup \left\{1,2\right\}=\left\{1,2\right\}}

#### 基本性质
作为集合间的二元运算，{\displaystyle \cup }运算具有以下性质。
- 交换律：{\displaystyle A\cup B=B\cup A}；
- 结合律：{\displaystyle \left(A\cup B\right)\cup C=A\cup \left(B\cup C\right)}；
- 幂等律：{\displaystyle A\cup A=A}；
- 幺元：{\displaystyle \forall }集合{\displaystyle A}，{\displaystyle A\cup \varnothing =A}；（{\displaystyle \varnothing }是{\displaystyle \cup }运算的幺元）。

### 交
一个新的集合也可以通过两个集合均有的元素来构造。{\displaystyle A}和{\displaystyle B}的交集，写作{\displaystyle A\cap B}，是既属于{\displaystyle A}的、又属于{\displaystyle B}的所有元素组成的集合。

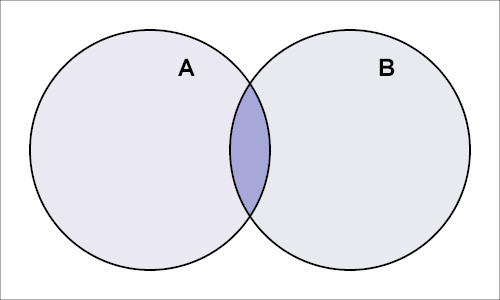
A 和 B 的交集

若{\displaystyle A\cap B=\varnothing }，则{\displaystyle A}和{\displaystyle B}称作不相交。

#### 定义
给定集合{\displaystyle A}、{\displaystyle B}，定义运算{\displaystyle \cap }如下：{\displaystyle A\cap B=\{e|e\in A}且{\displaystyle e\in B\}}。{\displaystyle A\cap B}称为{\displaystyle A}和{\displaystyle B}的交集。

#### 基本性质
作为集合间的二元运算，{\displaystyle \cap }运算具有以下性质。
- 交换律：{\displaystyle A\cap B=B\cap A}；
- 结合律：{\displaystyle (A\cap B)\cap C=A\cap (B\cap C)}；
- 幂等律：{\displaystyle A\cap A=A}；
- 空集合：{\displaystyle \forall }集合{\displaystyle A}，{\displaystyle A\cap \varnothing =\varnothing }；（{\displaystyle \varnothing }是{\displaystyle \cap }运算的空集合）。

其它性质还有：
- {\displaystyle A\subseteq B\Rightarrow A\cap B=A}

#### 示例
- {\displaystyle \{1,2\}\cap \{}红色{\displaystyle ,}白色{\displaystyle \}=\varnothing }
- {\displaystyle \{1,2,}绿色{\displaystyle \}\cap \{}红色{\displaystyle ,}白色{\displaystyle ,}绿色{\displaystyle \}=\{}绿色{\displaystyle \}}
- {\displaystyle \{1,2\}\cap \{1,2\}=\{1,2\}}

### 补集
两个集合也可以相"减"。{\displaystyle A}在{\displaystyle B}中的相对补集，国际上通常写作 {\displaystyle B\setminus A}，中文教材中有时也会写作{\displaystyle B-A}。表示属于{\displaystyle B}的、但不属于{\displaystyle A}的所有元素组成的集合。
在特定情况下，所讨论的所有集合是一个给定的全集{\displaystyle U}的子集。这样， {\displaystyle U-A}称作{\displaystyle A}的绝对补集，或简称补集（餘集），写作{\displaystyle A'}或{\displaystyle \complement _{U}A}。

相对补集 A - B

补集可以看作两个集合相减，有时也称作差集。

#### 定义
给定集合{\displaystyle A}，{\displaystyle B}，定义运算-如下：{\displaystyle A-B=\{e|e\in A}且{\displaystyle e\not \in B\}}。{\displaystyle A-B}称为{\displaystyle B}对于{\displaystyle A}的差集，相对补集或相对餘集。
在上下文确定了全集{\displaystyle U}时，对于{\displaystyle U}的某个子集{\displaystyle A}，一般称{\displaystyle U-A}为{\displaystyle A}（对于{\displaystyle U}）的补集或余集，通常记为{\displaystyle A'}或{\displaystyle {\bar {A}}}，也有记为{\displaystyle A^{\text{c}}}, {\displaystyle A'}, {\displaystyle \complement _{U}A}，以及{\displaystyle \complement A}的。

#### 基本性质
作为集合间的二元运算，- 运算有如下基本性质：
- {\displaystyle A-A=\varnothing }；
- 右幺元：{\displaystyle \forall }集合{\displaystyle A}，{\displaystyle A-\varnothing =A}；（{\displaystyle \varnothing }是{\displaystyle -}运算的右幺元）。
- 左零元（英语：Zero element）：{\displaystyle \forall }集合{\displaystyle A}，{\displaystyle \varnothing -A=\varnothing }；（{\displaystyle \varnothing }是{\displaystyle -}运算的左零元）。

#### 示例
- {\displaystyle \{1,2\}-\{}红色{\displaystyle ,}白色{\displaystyle \}=\{1,2\}}
- {\displaystyle \{1,2,}绿色{\displaystyle \}-\{}红色{\displaystyle ,}白色{\displaystyle ,}绿色{\displaystyle \}=\{1,2\}}
- {\displaystyle \{1,2\}-\{1,2\}=\varnothing }
- 若{\displaystyle U}是整数集，则奇数的补集是偶数

### 對稱差

#### 定义
给定集合{\displaystyle A}，{\displaystyle B}，定义对称差运算{\displaystyle \vartriangle }如下：{\displaystyle A\vartriangle B=(A-B)\cup (B-A)}。

#### 基本性质
作为集合间的二元运算，{\displaystyle \vartriangle }运算具有如下基本性质：
- 交换律：{\displaystyle A\vartriangle B=B\vartriangle A}；
- 结合律：{\displaystyle (A\vartriangle B)\vartriangle C=A\vartriangle (B\vartriangle C)}；
- 幺元：{\displaystyle \forall }集合{\displaystyle A}，{\displaystyle A\vartriangle \varnothing =A}；（{\displaystyle \varnothing }是{\displaystyle \vartriangle }运算的幺元）。
- 逆元：{\displaystyle A\vartriangle A=\varnothing }；

## 运算性质
集合的运算除了以上情况之外，集合间还具有以下运算性质：
- 分配律:

{\displaystyle A\cup (B\cap C)=(A\cup B)\cap (A\cup C)}
{\displaystyle A\cap (B\cup C)=(A\cap B)\cup (A\cap C)}
- 对偶律:

{\displaystyle {\overline {A\cup B}}={\overline {A}}\cap {\overline {B}}}
{\displaystyle {\overline {A\cap B}}={\overline {A}}\cup {\overline {B}}}

## 集合的元素个数
上述每一个集合都有确定的元素个数；比如：集合 A 有三个元素、而集合 B 有四个。一个集合中元素的数目称为该集合的基数。數學寫法有很多種，不同作者及不同書本用不同的寫法:  {\displaystyle \operatorname {Card} (A),\ \#A,\ |A|,\ {\bar {A}},\ {\bar {\bar {A}}}}。
集合可以没有元素。这样的集合叫做空集，用 {\displaystyle \{\}} 或符号{\displaystyle \varnothing }表示。比如：集合{\displaystyle A}是2004年所有住在月球上的人，它没有元素，则{\displaystyle A=\varnothing }。在数学上，空集非常重要。更多資訊請參閱空集。
如果集合只含有限个元素，那么这个集合可以称为有限集合。
集合也可以有无穷多个元素，這樣的集合称为无限集合。比如：自然数集便是无限集合。关于无穷大和集合的大小的其他資訊请见集合的势。

## 公理化集合论
若把集合看作“符合任意特定性質的一堆東西”，會得出所謂罗素悖论。为解决罗素悖论，數學家提出公理化集合论。在公理集合论中，集合是一个不加定义的概念。

## 類
在更深層的公理化数学中，集合仅仅是一种特殊的类，是“良性类”，是能够成为其它类的元素的类。
类区分为两种：一种是可以顺利进行类运算的“良性类”，这种“良性类”称为集合；另一种是要限制运算的“本性类”，对于本性类，类运算并不是都能进行的。
定义 类A如果满足条件“{\displaystyle \exists B(A\in B)}”，则称类A为一个集合(简称为集)，记为{\displaystyle \operatorname {Set} (A)}。否则称为本性类。
这说明，一个集合可以作为其它类的元素，但一个本性类却不能成为其它类的元素。因此可以理解为“本性类是最高层次的类”。